# تيم وارد
تيم وارد (بالإنجليزية: Tim Ward)‏ (28 فبراير 1987 وكيشا الولايات المتحدة - ) هو لاعب كرة قدم أمريكي يلعب كمدافع.

## وصلات خارجية
تيم وارد على موقع الدوري الأمريكي (الإنجليزية)
- تيم وارد على موقع قاعدة بيانات كرة القدم.إي يو (الإنجليزية)
- تيم وارد على موقع Soccerway.com (الإنجليزية)